# ジョイジョイキッド
『ジョイジョイキッド』（JOYJOYKID）は、1990年にSNKから発売されたMulti Video System対応の落ち物パズルアーケードゲーム。同年11月20日（1991年7月1日には廉価版）に家庭用ネオジオ版が発売された。日本国外では『Puzzled』のタイトルで発売された。

## 概要
落ちてくるブロックを積んで消して行き、主人公ラッドの乗る飛行船とアムの乗る気球をフィールド上まで運ぶのが目的となる。主人公がフィールド上にたどり着けばステージ（このゲームでは「フロア」と呼ばれている）クリア、フィールド上までブロックが積みあがるとゲームオーバーとなる。10フロアをまとめて1ステージと呼び、全6ステージ60フロアが存在する。
なお、ゲーム開始時に主人公をラッドかアムから選ぶことができ、ステージ構成が多少変化する。だがどちらを選んでも第6ステージ攻略後にもう一方の主人公でまた6つのステージを攻略しなければならない。そのため実質的に倍の全120フロアをクリアする必要があり、終わらせるには極めて長い時間がかかる。また、後半の60フロアは構成が前半の60フロアとやや違っており、難易度が上昇している。

## ゲームストーリー
遠い遠い昔の話、あるところに「男ばかりの村」と「女ばかりの村」があった。二つの村は代々仲が悪くいつも争ってばかりいたが、ある時大きな戦争が起こり、若い男女はみな死に絶え二つの村は年寄りと子どもばかりになってしまった。
他の神々から咎められた太陽の神は、考えた末に二つの村を高い壁で囲み、壁の真ん中に天界まで届く塔を建てて見守ることにした。壁のおかげで村には太陽の光が届かなくなり、困り果てた村人たちは、壁を壊してもらうべく子どもを一人ずつ太陽の神のもとへ遣わすことにした。
それに気づいた太陽の神は、ふたりの知恵と勇気を試すべく、試練を用意して塔の頂上で待つことにしたのだった。

## ルール
基本的なシステムはほぼ『テトリス』と同じ。4つの正方形を組み合わせて作られたブロックピースがフィールド上から落ちてきて、それを操作して積み上げる。任意の段がブロックで埋め尽くされる（『テトリス』は基本的に10列だが本作は12列）とその段は消滅する。
フィールド下部には主人公の乗る気球または飛行船が浮かんでおり、空中に固定されたブロックによって進行を遮られている。それを消して主人公をフィールド上に誘導できればフロアクリアとなる。
『テトリス』との相違点としては、『テトリス』では段が消えた際、上に積んであるブロックは積まれた形状のまま落下（隙間があっても空中で静止）するのに対し、本作ではブロック一つ一つがバラバラになって落ちることのできるだけ落下する（初期配置で空中に固定されているブロックを除く）。このためテトリスに類似していながら連鎖消しが発生する場合もある。初期配置のブロックの中には、1度では消えずに3度目で消えるものや、絶対に消えないものもある。そのため上記と合わせて、積んだブロックが非常に偏りやすい。テトリスと同じ感覚で積むと凹凸ばかりになるため、わざと隙間を空けて積み、他の段を消して連鎖させるなど『テトリス』とは違った戦略が求められる。
またブロックを消すごとに画面中央のゲージが少しずつ溜まり、一定以上溜まると任意に「ライトニングボール」という技を発動してこの技によって主人公周辺のブロック（ゲージの溜まり具合に応じて3段階に範囲が変化）を破壊することが可能になる。

## 登場キャラクター

### プレイヤーキャラクター
ラッド
飛行船に乗る少年。10月12日生まれの10歳。正義感が人一倍強い性格で、飛行船は戦争で命を落とした父親が作ったもの。
アム
気球に乗る少女。10月12日生まれの12歳。女の子ながら勝ち気で負けず嫌いな性格。気球は村にあったもので、ラッドと同じく塔に挑む。

### サブキャラクター
太陽の神
塔の頂上でラッドとアムを待つ神。中間の60面クリア時とエンディングに登場する。
神々たち
太陽系の星を守護する神々。10フロア毎に現れ上階へのカギを守っている。会うだけでカギをくれる神も多いが、ある者は会ったその場でさらなる試練（ジャンプアクション形式のミニゲーム、所謂ボーナスステージ）を課してくる。

## ゲーム中のオブジェクト
ノーマルブロック

ゴールドブロック

再生ブロック

浮遊機雷

高圧線

壁

## 移植版
1994年9月9日にネオジオCD版が発売、2005年に携帯電話版も配信。2011年6月14日にWiiのバーチャルコンソールで配信された。また、2017年8月24日にPlayStation 4、Xbox One、Nintendo Switch版が、2022年1月24日にiOS、Android版がアケアカNEOGEOの1作品として、それぞれ配信されている。また、2025年4月10日発売のNintendo Switchパッケージソフト『アケアカNEOGEO セレクション Vol.4』にアケアカNEOGEO版と同等の内容のものが収録されている。

## 評価
本作のグラフィックはシンプルで目立ったものではないがうまくデザインされ効率的であると説明された。サウンドエフェクトもミニマルのものだと考えられたが、このタイプのゲームでは楽しいものだった。マルチプレイについては2人同時プレイヤー間でインタラクションがないことが批判された。
『ネオジオフリーク』が1997年に同誌で行ったネオジオゲームツインレビューでは6、7の13点。レビュアーはテトリスのようなゲームだがブロックを消すだけでなくガードブロックを壊して気球を脱出させる斬新さがある、だが落ちてくるブロックによってはクリアできず運要素が強くクリアできないこともあり、ブロックの種類がランダムでないことにも否定的だった。